# Spielvereinigung Unterhaching 2012-2013
Questa voce raccoglie le informazioni riguardanti la Spielvereinigung Unterhaching nelle competizioni ufficiali della stagione 2012-2013.

## Stagione
Nella stagione 2012-2013 l'Unterhaching, allenato da Claus Schromm, concluse il campionato di 3. Liga al 9º posto. In Coppa di Germania l'Unterhaching fu eliminato al primo turno dal Colonia.

## Rosa
| N. |                     | Ruolo | Calciatore            |
| -- | ------------------- | ----- | --------------------- |
| 1  | Germania (bandiera) | P     | Stefan Riederer       |
| 2  | Germania (bandiera) | D     | Maximilian Bauer      |
| 3  | Germania (bandiera) | D     | Alexander Winkler     |
| 4  | Germania (bandiera) | D     | Mike Niebauer         |
| 5  | Germania (bandiera) | D     | Daniel Hofstetter     |
| 6  | Germania (bandiera) | C     | Roland Sternisko      |
| 7  | Germania (bandiera) | A     | Stephan Thee          |
| 8  | Germania (bandiera) | D     | Yasin Yılmaz          |
| 10 | Germania (bandiera) | C     | Benjamin Kauffmann    |
| 11 | Germania (bandiera) | A     | Tobias Schweinsteiger |
| 13 | Germania (bandiera) | C     | Felix Stemmer         |
| 14 | Germania (bandiera) | D     | Maximilian Drum       |
| 15 | Germania (bandiera) | C     | Stefan Haas           |
| 17 | Germania (bandiera) | D     | Jonas Hummels         |
| 18 | Germania (bandiera) | C     | Dominik Rohracker     |
| 19 | Germania (bandiera) | C     | Maximilian Welzmüller |

| N. |                     | Ruolo | Calciatore         |
| -- | ------------------- | ----- | ------------------ |
| 20 | Germania (bandiera) | C     | Florian Bichler    |
| 21 | Germania (bandiera) | C     | Quirin Moll        |
| 22 | Germania (bandiera) | P     | Korbinian Müller   |
| 23 | Germania (bandiera) | C     | Markus Schwabl     |
| 24 | Germania (bandiera) | D     | Maximilian Kalus   |
| 25 | Germania (bandiera) | C     | Marius Willsch     |
| 26 | Germania (bandiera) | A     | Andreas Voglsammer |
| 27 | Germania (bandiera) | C     | Leon Müller-Wiesen |
| 29 | Germania (bandiera) | A     | Michael Marinkovic |
| 30 | Georgia (bandiera)  | C     | Lucas Hufnagel     |
| 31 | Germania (bandiera) | P     | Michael Zetterer   |
| 31 | Germania (bandiera) | C     | Maximilian Siebald |
| 33 | Germania (bandiera) | P     | Sebastian Wolf     |
| 35 | Germania (bandiera) | D     | Kevin Hingerl      |
| 37 | Croazia (bandiera)  | D     | Luka Odak          |
| 39 | Germania (bandiera) | C     | Janik Haberer      |

## Organigramma societario
Area tecnica
- Allenatore: Claus Schromm
- Allenatore in seconda: Manuel Baum, Florian Ernst
- Preparatore dei portieri: Wolfgang Kellner
- Preparatori atletici: Georg Wallner, Johannes Wieber

## Calciomercato

### Sessione estiva
| Acquisti | Acquisti              | Acquisti          | Acquisti |
| R.       | Nome                  | da                | Modalità |
| -------- | --------------------- | ----------------- | -------- |
| A        | Savio Nsereko         | Fiorentina U19    |          |
| A        | Manuel Fischer        | Bayern Monaco II  |          |
| D        | Daniel Hofstetter     | Monaco 1860       |          |
| D        | Maximilian Kalus      | FT Starnberg      |          |
| D        | Marcel Kappelmaier    | Monaco 1860       |          |
| C        | Quirin Moll           | Heimstetten       |          |
| C        | Leon Müller-Wiesen    | Unterhaching U19  |          |
| D        | Luka Odak             | Ingolstadt 04 II  |          |
| C        | Dominik Rohracker     | Sandhausen        |          |
| C        | Maximilian Siebald    | Unterhaching U19  |          |
| C        | Felix Stemmer         | Unterhaching U19  |          |
| A        | Andreas Voglsammer    | Rosenheim 1860    |          |
| C        | Maximilian Welzmüller | Greuther Fürth II |          |
| C        | Marius Willsch        | Monaco 1860 II    |          |

| Cessioni | Cessioni                    | Cessioni             | Cessioni |
| R.       | Nome                        | a                    | Modalità |
| -------- | --------------------------- | -------------------- | -------- |
| C        | Sascha Bigalke              | Colonia              |          |
| A        | Emmanuel Krontiris          | Germania Halberstadt |          |
| C        | Maximilian Bachl-Staudinger | Ulma                 |          |
| A        | Abdenour Amachaibou         | Jahn Ratisbona       |          |
| C        | Marcel Avdić                | Kickers Offenbach    |          |
| C        | Alexander Buch              | Ismaning             |          |
| A        | Lennart Hasenbeck           | Heimstetten          |          |
| C        | Valentin Hauswirth          | Rosenheim 1860       |          |
| D        | Michael Hefele              | Greuther Fürth       |          |
| P        | Matthias Luginger           | Ismaning             |          |
| A        | Roman Prokoph               | Sportfreunde Lotte   |          |
| D        | Michael Stegmayer           | Darmstadt            |          |
| C        | Yannic Thiel                | Osnabrück            |          |
| A        | Mijo Tunjić                 | Rot-Weiß Erfurt      |          |
| D        | Michael Vitzthum            | Stoccarda II         |          |
| A        | Korbinian Vollmann          | Monaco 1860          |          |
| D        | Patrick Ziegler             | Paderborn            |          |

### Sessione invernale
| Acquisti | Acquisti              | Acquisti          | Acquisti |
| R.       | Nome                  | da                | Modalità |
| -------- | --------------------- | ----------------- | -------- |
| A        | Tobias Schweinsteiger | Bayern Monaco II  |          |
| D        | Maximilian Bauer      | Bayern Monaco U19 |          |
| C        | Florian Bichler       | Greuther Fürth II |          |
| C        | Benjamin Kauffmann    | Babelsberg        |          |

| Cessioni | Cessioni              | Cessioni     | Cessioni |
| R.       | Nome                  | a            | Modalità |
| -------- | --------------------- | ------------ | -------- |
| A        | Florian Rudy          | Heimstetten  |          |
| A        | Florian Niederlechner | Heidenheim   |          |
| A        | Manuel Fischer        | Sonnenhof G. |          |

## Risultati

### 3. Liga

#### Girone di andata
| Darmstadt 21 luglio 2012, ore 14:00 CEST 1ª giornata | Darmstadt | 0 – 0 referto | Unterhaching | Stadion am Böllenfalltor (5 300 spett.)\| Arbitro: \| Kempter \| |
| Arbitro:                                             | Kempter   |               |              |                                                                  |

| Arbitro: | Petersen |

|                                       |           |  |
| Thee 36’ Rohracker 78’ Voglsammer 88’ | Marcatori |  |

| Arbitro: | Jablonski |

|  |           |                           |
|  | Marcatori | 80’ Rohracker 89’ Bigalke |

| Arbitro: | Alt |

|                                             |           |          |
| Yılmaz 11’ Bigalke 50’ Thee 72’ Schwabl 88’ | Marcatori | 80’ Groß |

| Arbitro: | Heft |

|  |           |                   |
|  | Marcatori | 65’ Niederlechner |

| Arbitro: | Giese |

|  |           |                                     |
|  | Marcatori | 58’ Vitzthum 80’ Schwenk 88’ Kiefer |

| Arbitro: | Steuer |

|                                          |           |  |
| Zoller 25’ Glockner 46’ Hudec 84’ (rig.) | Marcatori |  |

| Arbitro: | Göpferich |

|                                          |           |                     |
| Rohracker 37’ Welzmüller 39’ Fischer 89’ | Marcatori | 56’ Klos 59’ Appiah |

| Arbitro: | Osmers |

|            |           |                                           |
| Heller 64’ | Marcatori | 56’ Willsch 72’ Hummels 86’ Niederlechner |

| Arbitro: | Weickenmeier |

|                                                         |           |                                       |
| Rohracker 16’ Yılmaz 39’ Fischer 76’ Meißner 90’ (aut.) | Marcatori | 50’ Demirbay 70’ Baykan 74’ Benatelli |

| Arbitro: | Sönder |

|                      |           |                                                |
| Jüllich 15’ Laux 52’ | Marcatori | 1’ Welzmüller 37’, 62’ (rig.) Thee 84’ Fischer |

| Arbitro: | Steinhaus-Webb |

|  |           |                               |
|  | Marcatori | 25’, 55’ Fetsch 28’ Rathgeber |

| Karlsruhe 6 ottobre 2012, ore 14:00 CEST 13ª giornata | Karlsruhe | 0 – 0 referto | Unterhaching | Wildparkstadion (9 769 spett.)\| Arbitro: \| Schriever \| |
| Arbitro:                                              | Schriever |               |              |                                                           |

| Arbitro: | Drees |

|                        |           |                        |
| Rohracker 27’ Drum 45’ | Marcatori | 36’ Tunjić 90’ Drexler |

| Stoccarda 13 novembre 2012, ore 19:00 CET 15ª giornata | Kickers Stoccarda | 0 – 0 referto | Unterhaching | Gazi-Stadion auf der Waldau (3 100 spett.)\| Arbitro: \| Siewer \| |
| Arbitro:                                               | Siewer            |               |              |                                                                    |

| Arbitro: | Kinhöfer |

|                                        |           |  |
| Willsch 49’ Niederlechner 51’ Thee 73’ | Marcatori |  |

| Arbitro: | Kunzmann |

|  |           |            |
|  | Marcatori | 42’ Reiche |

| Münster 17 novembre 2012, ore 14:00 CET 18ª giornata | Preußen Münster | 0 – 0 referto | Unterhaching | Preußenstadion (8 710 spett.)\| Arbitro: \| Unger \| |
| Arbitro:                                             | Unger           |               |              |                                                      |

| Arbitro: | Thomsen |

|                                            |           |                                      |
| Niederlechner 9’ (rig.), 31’, 45’ Thee 74’ | Marcatori | 4’ Förster 60’ (rig.) Fink 70’ Kegel |

#### Girone di ritorno
| Arbitro: | Sönder |

|                               |           |                   |
| Niederlechner 76’ (rig.), 90’ | Marcatori | 2’, 78’ Zimmerman |

| Arbitro: | Storks |

|  |           |                |
|  | Marcatori | 88’ Voglsammer |

| Arbitro: | Jablonski |

|  |           |                      |
|  | Marcatori | 8’ Müller 10’ Janjić |

| Arbitro: | Bandurski |

|                             |           |             |
| Göhlert 18’ Schnatterer 31’ | Marcatori | 76’ Haberer |

| Arbitro: | Storks |

|                           |           |                                               |
| Schweinsteiger 57’ (rig.) | Marcatori | 71’ Furuholm 79’ Pichinot 86’ (rig.) Ruprecht |

| Stoccarda 12 marzo 2013, ore 18:30 CET 25ª giornata | Stoccarda II | 0 – 0 referto | Unterhaching | Mercedes-Benz Arena (550 spett.)\| Arbitro: \| Thomsen \| |
| Arbitro:                                            | Thomsen      |               |              |                                                           |

| Arbitro: | Gerach |

|  |           |                        |
|  | Marcatori | 15’ Piossek 21’ Zoller |

| Arbitro: | Alt |

|                                |           |  |
| Klos 12’ Hille 25’ Glasner 90’ | Marcatori |  |

| Arbitro: | Giese |

|                |           |  |
| Voglsammer 53’ | Marcatori |  |

| Arbitro: | Rohde |

|                                 |           |                       |
| Hofmann 10’ Bakalorz 15’ (rig.) | Marcatori | 62’ (rig.) Voglsammer |

| Unterhaching 15 marzo 2013, ore 19:00 CET 30ª giornata | Unterhaching | 0 – 0 referto | Saarbrücken | Sportpark (1 150 spett.)\| Arbitro: \| Sönder \| |
| Arbitro:                                               | Sönder       |               |             |                                                  |

| Arbitro: | Alt |

|              |           |  |
| Reinhardt 8’ | Marcatori |  |

| Arbitro: | Dittrich |

|                    |           |                  |
| Yılmaz 5’ Moll 88’ | Marcatori | 90’ Mauersberger |

| Arbitro: | Göpferich |

|                             |           |  |
| Pfingsten-Reddig 68’ (rig.) | Marcatori |  |

| Arbitro: | Weickenmeier |

|                |           |                     |
| Voglsammer 77’ | Marcatori | 22’ (rig.) Marchese |

| Arbitro: | Sönder |

|                               |           |               |
| Schröck 31’ Luz 40’ Thiel 82’ | Marcatori | 57’ Kauffmann |

| Arbitro: | Steinberg |

|                             |           |                    |
| Koç 5’ Müller 44’ Essig 78’ | Marcatori | 25’ Schweinsteiger |

| Arbitro: | Blos |

|                                                        |           |  |
| Rohracker 19’ Schweinsteiger 75’ (rig.) Voglsammer 90’ | Marcatori |  |

| Arbitro: | Ittrich |

|                                                 |           |  |
| Schwabl 4’ (aut.) Förster 7’, 61’, 72’ Fink 89’ | Marcatori |  |

### Coppa di Germania
| Arbitro: | Willenborg |

|                |           |                 |
| Voglsammer 90’ | Marcatori | 28’, 40’ Bröker |

## Statistiche

### Statistiche di squadra
| Competizione      | Punti | In casa | In casa | In casa | In casa | In casa | In casa | In trasferta | In trasferta | In trasferta | In trasferta | In trasferta | In trasferta | Totale | Totale | Totale | Totale | Totale | Totale | DR |
| Competizione      | Punti | G       | V       | N       | P       | Gf      | Gs      | G            | V            | N            | P            | Gf           | Gs           | G      | V      | N      | P      | Gf     | Gs     | DR |
| ----------------- | ----- | ------- | ------- | ------- | ------- | ------- | ------- | ------------ | ------------ | ------------ | ------------ | ------------ | ------------ | ------ | ------ | ------ | ------ | ------ | ------ | -- |
| 3. Liga           | 51    | 19      | 9       | 4       | 6       | 33      | 29      | 19           | 5            | 5            | 9            | 15           | 26           | 38     | 14     | 9      | 15     | 48     | 55     | -7 |
| Coppa di Germania | -     | 1       | 0       | 0       | 1       | 1       | 2       | 0            | 0            | 0            | 0            | 0            | 0            | 1      | 0      | 0      | 1      | 1      | 2      | -1 |
| Totale            | 51    | 20      | 9       | 4       | 7       | 34      | 31      | 19           | 5            | 5            | 9            | 15           | 26           | 39     | 14     | 9      | 16     | 49     | 57     | -8 |

### Andamento in campionato
| Giornata  | 1  | 2 | 3 | 4 | 5 | 6 | 7 | 8 | 9 | 10 | 11 | 12 | 13 | 14 | 15 | 16 | 17 | 18 | 19 | 20 | 21 | 22 | 23 | 24 | 25 | 26 | 27 | 28 | 29 | 30 | 31 | 32 | 33 | 34 | 35 | 36 | 37 | 38 |
| --------- | -- | - | - | - | - | - | - | - | - | -- | -- | -- | -- | -- | -- | -- | -- | -- | -- | -- | -- | -- | -- | -- | -- | -- | -- | -- | -- | -- | -- | -- | -- | -- | -- | -- | -- | -- |
| Luogo     | T  | C | T | C | T | C | T | C | T | C  | T  | C  | T  | C  | T  | C  | C  | T  | C  | C  | T  | C  | T  | C  | T  | C  | T  | C  | T  | C  | T  | C  | T  | C  | T  | T  | C  | T  |
| Risultato | N  | V | V | V | V | P | P | V | V | V  | V  | P  | N  | N  | N  | V  | P  | N  | V  | N  | V  | P  | P  | P  | N  | P  | P  | V  | P  | N  | P  | V  | P  | N  | P  | P  | V  | P  |
| Posizione | 11 | 4 | 3 | 1 | 1 | 2 | 6 | 4 | 2 | 1  | 1  | 3  | 3  | 4  | 4  | 3  | 4  | 4  | 4  | 5  | 5  | 5  | 6  | 6  | 6  | 6  | 6  | 6  | 6  | 6  | 7  | 7  | 7  | 7  | 8  | 8  | 8  | 9  |

Legenda:

Luogo: C = Casa; T = Trasferta. Risultato: V = Vittoria; N = Pareggio; P = Sconfitta.

### Statistiche dei giocatori
| Giocatore         | 3. Liga  | 3. Liga | 3. Liga     | 3. Liga    | Coppa di Germania | Coppa di Germania | Coppa di Germania | Coppa di Germania | Totale   | Totale | Totale      | Totale     |
| Giocatore         | Presenze | Reti    | Ammonizioni | Espulsioni | Presenze          | Reti              | Ammonizioni       | Espulsioni        | Presenze | Reti   | Ammonizioni | Espulsioni |
| ----------------- | -------- | ------- | ----------- | ---------- | ----------------- | ----------------- | ----------------- | ----------------- | -------- | ------ | ----------- | ---------- |
| M. Bauer          | 0        | 0       | 0           | 0          | 0                 | 0                 | 0                 | 0                 | 0        | 0      | 0           | 0          |
| F. Bichler        | 2        | 0       | 0           | 0          | 0                 | 0                 | 0                 | 0                 | 2        | 0      | 0           | 0          |
| S. Bigalke        | 7        | 2       | 0           | 0          | 1                 | 0                 | 0                 | 0                 | 8        | 2      | 0           | 0          |
| M. Drum           | 32       | 1       | 5           | 1          | 1                 | 0                 | 1                 | 0                 | 33       | 1      | 6           | 1          |
| M. Fischer        | 12       | 3       | 1           | 0          | 1                 | 0                 | 0                 | 0                 | 13       | 3      | 1           | 0          |
| S. Haas           | 0        | 0       | 0           | 0          | 0                 | 0                 | 0                 | 0                 | 0        | 0      | 0           | 0          |
| J. Haberer        | 15       | 1       | 1           | 0          | 0                 | 0                 | 0                 | 0                 | 15       | 1      | 1           | 0          |
| K. Hingerl        | 12       | 0       | 2           | 0          | 0                 | 0                 | 0                 | 0                 | 12       | 0      | 2           | 0          |
| D. Hofstetter     | 31       | 0       | 5           | 0          | 1                 | 0                 | 0                 | 0                 | 32       | 0      | 5           | 0          |
| L. Hufnagel       | 1        | 0       | 0           | 0          | 0                 | 0                 | 0                 | 0                 | 1        | 0      | 0           | 0          |
| J. Hummels        | 20       | 1       | 1           | 0          | 0                 | 0                 | 0                 | 0                 | 20       | 1      | 1           | 0          |
| M. Kalus          | 0        | 0       | 0           | 0          | 0                 | 0                 | 0                 | 0                 | 0        | 0      | 0           | 0          |
| M. Kappelmaier    | 6        | 0       | 1           | 0          | 1                 | 0                 | 0                 | 0                 | 7        | 0      | 1           | 0          |
| B. Kauffmann      | 15       | 1       | 2           | 0          | 0                 | 0                 | 0                 | 0                 | 15       | 1      | 2           | 0          |
| M. Marinkovic     | 3        | 0       | 0           | 0          | 0                 | 0                 | 0                 | 0                 | 3        | 0      | 0           | 0          |
| Q. Moll           | 19       | 1       | 6           | 0          | 0                 | 0                 | 0                 | 0                 | 19       | 1      | 6           | 0          |
| L. Müller-Wiesen  | 0        | 0       | 0           | 0          | 0                 | 0                 | 0                 | 0                 | 0        | 0      | 0           | 0          |
| K. Müller         | 15       | 0       | 0           | 0          | 0                 | 0                 | 0                 | 0                 | 15       | 0      | 0           | 0          |
| M. Niebauer       | 0        | 0       | 0           | 0          | 0                 | 0                 | 0                 | 0                 | 0        | 0      | 0           | 0          |
| F. Niederlechner  | 21       | 8       | 3           | 0          | 1                 | 0                 | 0                 | 0                 | 22       | 8      | 3           | 0          |
| S. Nsereko        | 2        | 0       | 1           | 0          | 0                 | 0                 | 0                 | 0                 | 2        | 0      | 1           | 0          |
| L. Odak           | 26       | 0       | 5           | 0          | 0                 | 0                 | 0                 | 0                 | 26       | 0      | 5           | 0          |
| S. Riederer       | 22       | 0       | 0           | 0          | 1                 | 0                 | 0                 | 0                 | 23       | 0      | 0           | 0          |
| D. Rohracker      | 35       | 6       | 3           | 0          | 1                 | 0                 | 0                 | 0                 | 36       | 6      | 3           | 0          |
| M. Schwabl        | 36       | 1       | 7           | 0          | 1                 | 0                 | 0                 | 0                 | 37       | 1      | 7           | 0          |
| T. Schweinsteiger | 17       | 3       | 3           | 0          | 0                 | 0                 | 0                 | 0                 | 17       | 3      | 3           | 0          |
| M. Siebald        | 1        | 0       | 0           | 0          | 0                 | 0                 | 0                 | 0                 | 1        | 0      | 0           | 0          |
| F. Stemmer        | 0        | 0       | 0           | 0          | 0                 | 0                 | 0                 | 0                 | 0        | 0      | 0           | 0          |
| R. Sternisko      | 0        | 0       | 0           | 0          | 0                 | 0                 | 0                 | 0                 | 0        | 0      | 0           | 0          |
| S. Thee           | 32       | 6       | 2           | 1          | 1                 | 0                 | 0                 | 0                 | 33       | 6      | 2           | 1          |
| A. Voglsammer     | 38       | 6       | 3           | 0          | 1                 | 1                 | 0                 | 0                 | 39       | 7      | 3           | 0          |
| M. Welzmüller     | 35       | 2       | 5           | 0          | 1                 | 0                 | 0                 | 0                 | 36       | 2      | 5           | 0          |
| M. Willsch        | 35       | 2       | 4           | 0          | 0                 | 0                 | 0                 | 0                 | 35       | 2      | 4           | 0          |
| A. Winkler        | 0        | 0       | 0           | 0          | 0                 | 0                 | 0                 | 0                 | 0        | 0      | 0           | 0          |
| S. Wolf           | 1        | 0       | 0           | 0          | 0                 | 0                 | 0                 | 0                 | 1        | 0      | 0           | 0          |
| Y. Yılmaz         | 34       | 3       | 5           | 0          | 1                 | 0                 | 0                 | 0                 | 35       | 3      | 5           | 0          |
| M. Zetterer       | 0        | 0       | 0           | 0          | 0                 | 0                 | 0                 | 0                 | 0        | 0      | 0           | 0          |